# Пойма-1
По́йма-1 — лесной заказник местного значения. Находится в Краматорском районе Донецкой области. Статус заказника присвоен решениями облисполкома № 276 27 июня 1984 года, № 310 от 21 июня 1972 года. Площадь — 590 га. С Поймой-1 работает Маяцкое лесничество. Представляет собой пойменный дубовый лес.
Пойма-1 входит в состав национального природного парка «Святые горы».